# Hoshko-Gletscher
Der Hoshko-Gletscher ist ein Kargletscher im ostantarktischen Viktorialand. In der Lanterman Range der Bowers Mountains fließt er in südwestlicher Richtung zwischen dem Bowers Peak und Mount Edixon in den unteren Abschnitt des Canham-Gletschers. 
Das Gebiet wurde durch Vermessungen des United States Geological Survey und Luftaufnahmen der United States Navy von 1960 bis 1964 kartografisch erfasst. Das Advisory Committee on Antarctic Names benannte ihn 1970 nach Leutnant John Hoshko Jr. von den Reservestreitkräften der United States Navy, Offizier für öffentliche Angelegenheiten im Kommandostab der Unterstützungseinheiten der US-Navy in Antarktika von 1966 bis 1968.